# Jesse Martin (Segler)
Jesse Martin OAM (* 26. August 1981 in Dachau) ist ein australischer Weltumsegler. Er startete zu seiner Weltumsegelung im Alter von 17 Jahren und war damit der jüngste Mensch, der die Welt einhand, nonstop und ohne fremde Hilfe umsegelt hat.
Mittlerweile wurde sein (inoffizieller) Rekord als jüngster Einhand-Weltumsegler zweimal gebrochen. Am 15. Mai 2010 durch Jessica Watson, welche ebenfalls aus Australien stammt. Und am 21. Januar 2012 durch die aktuell jüngste Einhand-Weltumseglerin Laura Dekker.
Er ist allerdings nach wie vor der jüngste Mensch, der die Welt einhand, nonstop und ohne fremde Hilfe umrundet hat.
Jesse Martin kam als Sohn eines Deutschen und einer Europa bereisenden Australierin in Dachau zur Welt. Jesse wuchs in Victoria (Australien) auf und wurde schon in seiner Jugend durch das Segeln mit seinem Vater geprägt. Ein erster Schritt zur Weltumsegelung war ein Kajakabenteuer nach Papua-Neuguinea, das er mit seinem Bruder Beau unternahm. Im Dezember 1998 stach Jesse mit seinem Segelschiff Lionheart von Melbourne/Australien aus zur Weltumrundung in See. Er verfasste über seine Weltumsegelung ein Buch mit dem Titel „Lionheart“.
Für die Leistung, im Alleingang, ohne Hilfe und ohne Unterbrechung die Welt zu umrunden, ohne fossile Brennstoffe zu verwenden, und für den Dienst an der Gemeinschaft, insbesondere an der Jugend wurde er 2002 mit der Medaille des Order of Australia ausgezeichnet.